# Maria Farantouri

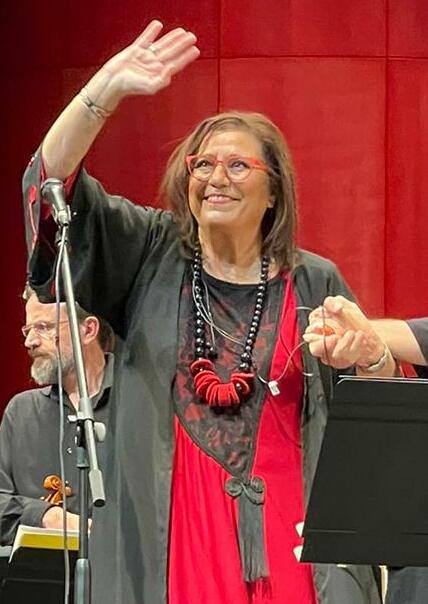
Maria Farantouri, 2022

Maria Farantouri (griechisch Μαρία Φαραντούρη Maria Farandouri; * 28. November 1947 in Athen) ist eine griechische Sängerin.

## Leben und Karriere
Maria Farantouri wuchs im Stadtteil Nea Ionia in Athen auf; ihr Vater stammte aus Kefalonia, ihre Mutter aus Kythira. In ihrer Kindheit erkrankte sie an Kinderlähmung. Ihre ersten musikalischen Schritte unternahm sie als Mitglied des Chors des Syllogos Filon tis Ellinikis Mousikis, aus dem zahlreiche griechische Musiker wie Yannis Markopoulos, Manos Loïzos und Dionysis Savvopoulos hervorgingen. Mit 16 Jahren wurde sie bei einem Auftritt von Mikis Theodorakis entdeckt, als sie eines seiner Lieder vortrug. In der Folge wurde sie zur wichtigsten Interpretin seiner Lieder. Sie wird oft in einem Atemzug mit Mikis Theodorakis genannt, da sie in vielen seiner Oratorien und Liederzyklen die weibliche Solostimme sang (Theodorakis nannte sie „seine Priesterin“). Internationalen Ruhm erlangte sie in den 1970er und 1980er Jahren vor allem durch den Canto General. Seit den 1990er Jahren widmet sie sich zunehmend auch eigenen Projekten.

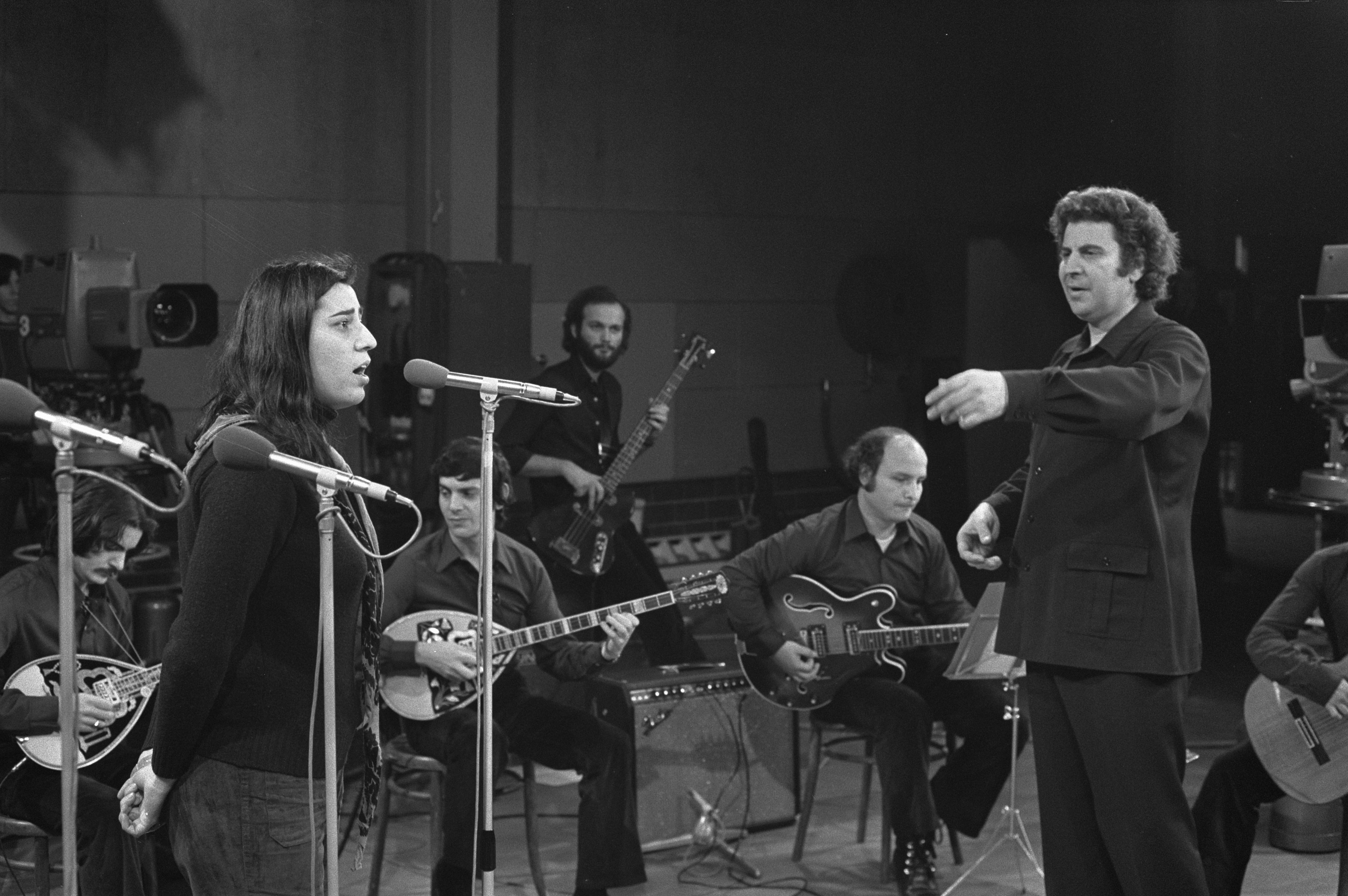
Maria Farantouri mit Mikis Theodorakis

Maria Farantouri, „die größte Stimme Griechenlands“, ist eine herausragende Gestalt der griechischen Musikszene. Seit den 1980er Jahren international erfolgreich, gilt sie bei ihren Musikerkollegen wie bei ihren Fans als authentischste Interpretin des Neuen Griechischen Liedes. In den 1960er und 1970er Jahren berühmt geworden als „ideale Interpretin“ der Lieder von Mikis Theodorakis, ist sie inzwischen eine „Diva“, die sich mit Leichtigkeit zwischen Tradition, World Music und Moderne bewegt.
Bekannt wurde sie 1965, als ihr mit ihrer ersten Langspielplatte, dem Mauthausen-Zyklus von Theodorakis, der Durchbruch gelang. 1967 verließ sie nach dem Militärputsch Griechenland, um bis 1974 in Hunderten von Konzerten auf der ganzen Welt gegen die Obristendiktatur zu protestieren. Die Kritiker feierten sie. The Guardian: „Ihre einzigartige Stimme ist ein Geschenk der olympischen Götter.“ Le Monde: „Farantouri ist die Joan Baez des Mittelmeers.“ François Mitterrand in seinem Buch Die Biene und der Architekt: „Maria ist für mich Griechenland. So stelle ich mir die Göttin Hera vor. Ich entsinne mich keines anderen Künstlers, der mir in solch einem Maße das Gefühl des Göttlichen vermittelt hätte.“
1982–83 trat sie bei mehreren Konzerten der westdeutschen Friedensbewegung auf, teilweise zusammen mit Theodorakis, teilweise gemeinsam mit dem türkischen Sänger Zülfü Livaneli – dies auch als bewusster Protest gegen die traditionellen Feindseligkeiten zwischen griechischen und türkischen Nationalisten.
Bei der Parlamentswahl 1989 unterstützte Theodorakis (als Parteiloser) die Bildung der ersten links-rechts-Regierung Europas zwischen der Kommunistischen Partei Griechenlands und der konservativen Nea Dimokratia, während Maria Farantouri für die sozialistische PASOK kandidierte, für die sie von 1990 bis 1993 im griechischen Parlament saß.
Maria Farantouri arbeitete auf der Bühne und im Studio mit John Williams, Manos Hadjidakis, Zülfü Livaneli, Leo Brouwer, Vangelis, Lucio Dalla, Zubin Mehta und vielen anderen zusammen. 1995 feierte sie ihr internationales Comeback mit Konzerten in Europa, den USA, Kanada und Australien. 1996 begann sie ihre Zusammenarbeit mit dem deutschen Komponisten und Arrangeur Henning Schmiedt, mit dem sie drei von der Kritik hoch gelobte Theodorakis-CDs, Poetica (1996), Asmata (1998) und Way Home (2007) produzierte. Am 16. Juli 2000 trat sie bei einem Konzert in Ferropolis bei Dessau zu einer Lichtshow von Gert Hof vor 8000 Besuchern auf. Am 29. Juli 2000 nahm sie zusammen mit Milva, Petros Pandis und anderen namhaften Künstlern beim Konzert anlässlich des 75. Geburtstages von Theodorakis auf dem Münchner Königsplatz teil, einem Ereignis, das ein Jahr später bei Tropical als CD (Happy Birthday, Mikis!) erschienen ist. 2012 veröffentlichte das Münchner Label ECM die CD Charles Lloyd & Maria Farantouri: Athens Concert, die von der Kritik gefeiert wurde.
Farantouri arbeitet auch mit jüngeren Komponisten zusammen, zum Beispiel mit Perikles Kukos, einem Komponisten klassischer Musik, und beschreitet neue Wege, ihre Beziehung zum traditionellen Musikgut jedoch weiter aufrechterhaltend. So interpretiert Maria Farantouri in letzter Zeit verstärkt demotische, rebetische und Insellieder sowie byzantinische Hymnen. Im Juni 2019 erschien bei ECM ihre CD mit Songs des türkischen Komponisten und Saz-Spielers Cihan Türkoğlu Beyond the Borders.
Zu ihren bedeutendsten Interpretationen von Theodorakis-Werken zählen: Canto General nach dem gleichnamigen Poem von Pablo Neruda, Romancero gitano nach Texten von Federico García Lorca, bei dem sie vom australischen Komponisten und Gitarristen John Williams begleitet wurde, und die sinfonische Version der Mauthausen-Kantate, die 1991 das Israel Philharmonic Orchestra unter Zubin Mehta aufführte.
Maria Farantouri ist mit dem griechischen Politiker und Lyriker Tilemachos Chitiris verheiratet und hat einen Sohn.

## LP- und CD-Einspielungen (Auswahl)
- 1966: I ballada tou Mauthausen (The Mauthausen Ballad) / Mikis Theodorakis – Iakovos Kambanellis
- 1967: Enas Omiros (The Hostage) / Mikis Theodorakis – Brendan Behan
- 1970: Pnevmatiko Emvatirio (Marche of Spirit) / Mikis Theodorakis – Angelos Sikelianos
- 1970: Katastasi Poliorkias (State of Siege) / Mikis Theodorakis – Rena Chatzidaki
- 1971: Theodorakis diefthini Theodorakis 2 (Theodorakis Conducts Theodorakis 2) „Romancero Gitano“ & „Mythology“ / Mikis Theodorakis – Federico García Lorca und Giorgos Seferis
- 1971: John Williams & Maria Farantouri: Theodorakis Songs of Freedom «Romancero Gitano» / Mikis Theodorakis – Federico García Lorca
- 1974: Mikis Theodorakis & Maria Farantouri / Mikis Theodorakis – different
- 1974: Arkadia 6 & 8 / Mikis Theodorakis – Mikis Theodorakis & Manolis Anagnostakis
- 1974: I Ellada tou Miki Theodoraki (Greece of Mikis Theodorakis) / Mikis Theodorakis – different
- 1975: O ilios ke o Chronos (Sun and Time) / Mikis Theodorakis – Mikis Theodorakis
- 1975: I megali agripnia / Eleni Karaindrou – K. H. Myris
- 1975: Canto General / Mikis Theodorakis – Pablo Neruda
- 1975: Ta negrika / Manos Loizos – Giannis Negrepontis
- 1977: Tragoudia diamartirias / Victor Jara, Violeta Parra, Carlos Puebla, Franco Corliano und andere
- 1979: Farantouri sings Bertolt Brecht / Hanns Eisler und Kurt Weill – Bertolt Brecht
- 1979: I gitonies tou kosmou / Mikis Theodorakis – Jannis Ritsos
- 1979: Lieder aus Griechenland
- 1979: Maria Farantouri Live
- 1980: I agapi ine o fovos (The Love Is the Fear) / Michalis Grigoriou – Manolis Anagnostakis
- 1980: I epochi tis Melissanthis / Manos Chatzidakis – Manos Chatzidakis
- 1981: Canto General / Mikis Theodorakis – Pablo Neruda
- 1981: O epivatis / Mikis Theodorakis – Kostas Tripolitis
- 1982: Ensemble / Zülfü Livaneli – Lefteris Papadopoulos und Nazim Hikmet
- 1984: Maria Farantouri Söylüyor (Live) / Zülfü Livaneli – Lefteris Papadopoulos und Nazim Hikmet
- 1985: Maria Farantouri Live in Olympia Paris
- 1988: Skotini mitera / Manos Chatzidakis – Nikos Gatsos
- 1990: Greatest Hits
- 1991: 17 Songs / Vangelis, Nicola Piovani, Michel Legrand, Lucio Dalla, Kurt Weill und andere
- 1994: Veatriki stin odo Miden (Beatrice on the Zero Street) / Mikis Theodorakis – Dionissis Karatzas
- 1995: Maria Farantouri sings Lucio Dalla / Lucio Dalla – G. Spyropoulos
- 1996: Poetica / Mikis Theodorakis – Dionissis Karatzas
- 1997: Arkadies 1, 7 & 8 / Mikis Theodorakis – Mikis Theodorakis, Takis Sinopoulos, Manolis Anagnostakis
- 1998: Asmata / Mikis Theodorakis – different
- 1998: Serenates / Mikis Theodorakis – Lefteris Papadopoulos
- 2000: I triti porta (The Third Door) / Lena Platonas – Thodoros Poala
- 2000: Nostalgia / Different
- 2000: Rainer Kirchmann & Maria Farantouri: Sun & Time / Mikis Theodorakis – Mikis Theodorakis
- 2001: Enas aionas Elliniko tragoudi (100 Years of Greek Songs) / Different
- 2002: Passions of the Moon (Homage to F. G. Lorca with 3 works): Bodas de Sangre (Manos Hadzithakis – F. G. Lorca / Nikos Gatsos) & Canciones Populares by F. G. Lorca (sung in Spanish) & Romancero Gitano (Mikis Theodorakis – F. G. Lorca / Odysseas Elytis)
- 2003: The poetry in hellenic music / Different
- 2003: Blue / Michalis Grigoriou – Rinio Papanikola
- 2005: Erimia / Mikis Theodorakis – Lefteris Papdopoulos
- 2007: Way home / Different[5][6][7]
- 2007: Odysseia / Mikis Theodorakis – Kostas Kartelias
- 2010: Maria Farantouri mit Christos Thivaios: Tou erota kai tou thanatou / Mikis Theodorakis
- 2011: Maria Farantouri sings Taner Akyol – Different
- 2011: Charles Lloyd & Maria Farantouri: Athens Concert
- 2014: Chtes archisa na tragoudo / Different  (Liveaufnahme zum 50. Jubiläum von M. F. als Sängerin, Odeion des Herodes Atticus, 2013) 2 CDs, DVD